# Ellie Bamber
Eleanor Elizabeth Bamber (Surrey, 2 febbraio 1997) è un'attrice britannica.

## Biografia
Nel 2018 ha vinto il premio Ian Charleson Awards per la sua interpretazione di Hilde nello sceneggiato teatrale The Lady from the Sea nel 2017 al Donmar Warehouse. È nota per aver recitato nel film Animali notturni e nella miniserie televisiva I miserabili della BBC.

## Filmografia

### Cinema
- PPZ - Pride + Prejudice + Zombies (Pride and Prejudice and Zombies), regia di Burr Steers (2014)
- Animali notturni (Nocturnal Animals), regia di Tom Ford (2016)
- Lo schiaccianoci e i quattro regni (The Nutcracker and the Four Realms), regia di Lasse Hallström e Joe Johnston (2018)
- Taipei - City of Love (High Resolution), regia di Jason Lester (2018)
- Extracurricular Activities, regia di Jay Lowi (2019)
- The Show, regia di Mitch Jenkins (2020)
- Rosso, bianco & sangue blu (Red, White & Royal Blue), regia di Matthew Lopez (2023)
- Guglielmo Tell, regia di Nick Hamm (2024)

### Televisione
- A Mother's Son – miniserie TV, 2 puntate (2012)
- The Musketeers – serie TV, episodio 2x08 (2015)
- I miserabili (Les Misérables) – miniserie TV, 3 puntate (2018-2019)
- The Serpent – miniserie TV, 8 puntate (2021)
- Willow – serie TV (2022-in corso)

## Doppiatrici italiane
Nelle versioni in italiano delle opere in cui ha recitato, Ellie Bamber è stata doppiata da:
- Emanuela Ionica in PPZ - Pride + Prejudice + Zombies, Lo schiaccianoci e i quattro regni, Taipei - City of Love
- Joy Saltarelli in Animali notturni, I miserabili, The Serpent
- Margherita De Risi in Willow, Rosso, bianco & sangue blu